# Spallette
Spallette è una frazione di Roma Capitale (zona "O" 65), situata in zona Z. XLI Ponte Galeria, nel territorio del Municipio Roma XI (ex Municipio Roma XV).
Sorge sul lato nord della via Portuense, lungo la dorsale via Senorbi.

## Odonimia
Le strade di Spallette sono dedicate ad alcuni comuni della Sardegna.